# Ричард Гај Вилсон
Ричард Гај Вилсон (енгл. Richard Guy Wilson; рођен 1940) јесте историчар архитектуре и ванредни професор историје архитектуре на Универзитету Вирџиније.
Вилсон је рођен и одрастао у Лос Анђелесу (становао је у кући коју је пројектовао Рудолф Шиндлер, познати аустријско- амерички архитекта). Дипломирао је на Универзитету у Колораду 1963. године, а магистрирао и докторирао. на Универзитету у Мичигену 1968. и 1972.  
Предавао је на државном Универзитету Мичигена и Универзитету Ајове, пре него што је 1976. прешао на Универзитет Вирџиније. Добитник је изванредне награде за професора године у Вирџинији 2001. 
Од 1979. године управља летњом школом Викторијанског друштва XIX века, првобитно смештена у Бостону, Филаделфија, док се тренутно налази у Њупорту, Род Ајленд. 
Вилсонов истраживачки и књижевно- научни рад, фокусира се на америчку архитектуру од XVIII до XX века. Био је  аутор, коаутор или уредник више десетина књига. Радио је и као саветник и коментатор за бројне телевизијске емисије на ПБС-у, Ц-СПАН, History и А&amp;Е-у ; често се појављивао каналу А&Е у програму Америчке тврђаве. 

## Објављени радови
Следе објављена дела Вилсона: 

### Аутор књижевних дела
- Wilson, Richard Guy, and Robinson, Sidney K., The Prairie School in Iowa, Iowa State University Press, Ames IA 1977
- Wilson, Richard Guy, McKim, Mead & White, Architects, Rizzoli, New York 1983;   0-8478-0491-7
- Wilson, Richard Guy, Honor and Intimacy:  Architectural Drawings by AIA Gold Medalists, 1907-1983, American Institute of Architects Foundation, Washington DC 1984.
- Wilson, Richard Guy, The AIA Gold Medal, McGraw-Hill, New York 1984;   0-07-070810-X
- Wilson, Richard Guy, Pilgrim, Dianne H., and Tashjian, Dickran, The Machine age in America, 1918-1941, Brooklyn Museum in association with Abrams, New York 1986;   0-8109-1421-2
- Wilson, Richard Guy, and Butler, Sara A., The Campus Guide: University of Virginia, Princeton Architectural Press, New York 1999;   1-56898-168-6
- Wilson, Richard Guy, The Colonial Revival House, H.N. Abrams, New York 2004;   0-8109-4959-8
- Wilson, Richard Guy, "Harbor Hill, Portrait of a House, W W Norton, 2008.

### Уредник књижевних дела
- Wilson, Richard Guy, and Robinson, Sidney K. (editors), Modern Architecture in America: Visions and Revisions, Iowa State University Press, Ames IA 1991;   0-8138-0381-0
- Wilson, Richard Guy (editor), Buildings of Virginia: Tidewater and Piedmont, Oxford University Press, Oxford and New York 2002;   0-19-515206-9
- Wilson, Richard Guy,  Eyring, Shaun and Marotta, Kenny (editors), Re-creating the American Past: Essays on the Colonial Revival, University of Virginia Press, Charlottesville VA 2006;   0-8139-2348-4

### Остали доприноси
- Brawer, Catherine Coleman and Kathleen Murphy Skolnil, The Art Deco Murals of Hildreth Meière, photographs by Hildreth Meière Dunn, forward by Richard Guy Wilson, Andrea Monfried Editions, New York, 2014.